# Göran Nicklasson
Göran Nicklasson (født 20. august 1942, død 27. januar 2018) var en svensk fodboldspiller (midtbane).
Nicklasson spillede på klubplan for henholdsvis IFK Göteborg og GIF Sundsvall. Han vandt det svenske mesterskab med førstnævnte i 1969. Han spillede desuden otte kampe for Sveriges landshold, og repræsenterede sit land ved VM 1970 i Mexico.

## Titler
Svensk mesterskab
- 1969 med IFK Göteborg